# Swae Lee
Khalif Malik Ibn Shaman Brown, známý pod pseudonymem Swae Lee (* 7. června 1995, Inglewood, Kalifornie, USA), je americký rapper, zpěvák a písničkář. Se svým bratrem, který vystupuje jako Slim Jxmmi, tvoří hiphopové duo Rae Sremmurd (zrcadlové otočení anglických slov Ear Drummers).
V roce 2017 spolupracoval s marocko-americkým rapperem French Montana na singlu „Unforgettable“. Píseň se umístila na vrcholu Billboard Hot 100. Později se podílel i na soundtracku filmu Spider-Man: Paralelní světy „Sunflower“, který se na Billboard Hot 100 umístil na prvním místě.
4. května 2018 vydal Swae Lee své debutové album Swaecation. Jednalo se o jednu část trojitého alba, zbylé dvě byly SR3MM od Rae Sremmurda a Jxmtro od Slim Jxmmi.